# 버트 영
버트 영(Burt Young, 1940년 4월 30일~2023년 10월 8일)은 미국의 배우이다.

## 출연 작품
- 겜블러 (1974)
- 록키 (1976) - 폴리 페니노 역
- 톰 인 아메리카 (2014, Tom in America) - 단편
- Tapestry (2019) - 이언 역
- Smothered by Mothers (2019)
- 어쌔신 프리스트 벡맨 (2020) - 살바토르 역